# Жервінчик сірий
Жерві́нчик сірий (Eremopterix griseus) — вид горобцеподібних птахів родини жайворонкових (Alaudidae). Мешкає на Індійському субконтиненті.

## Опис

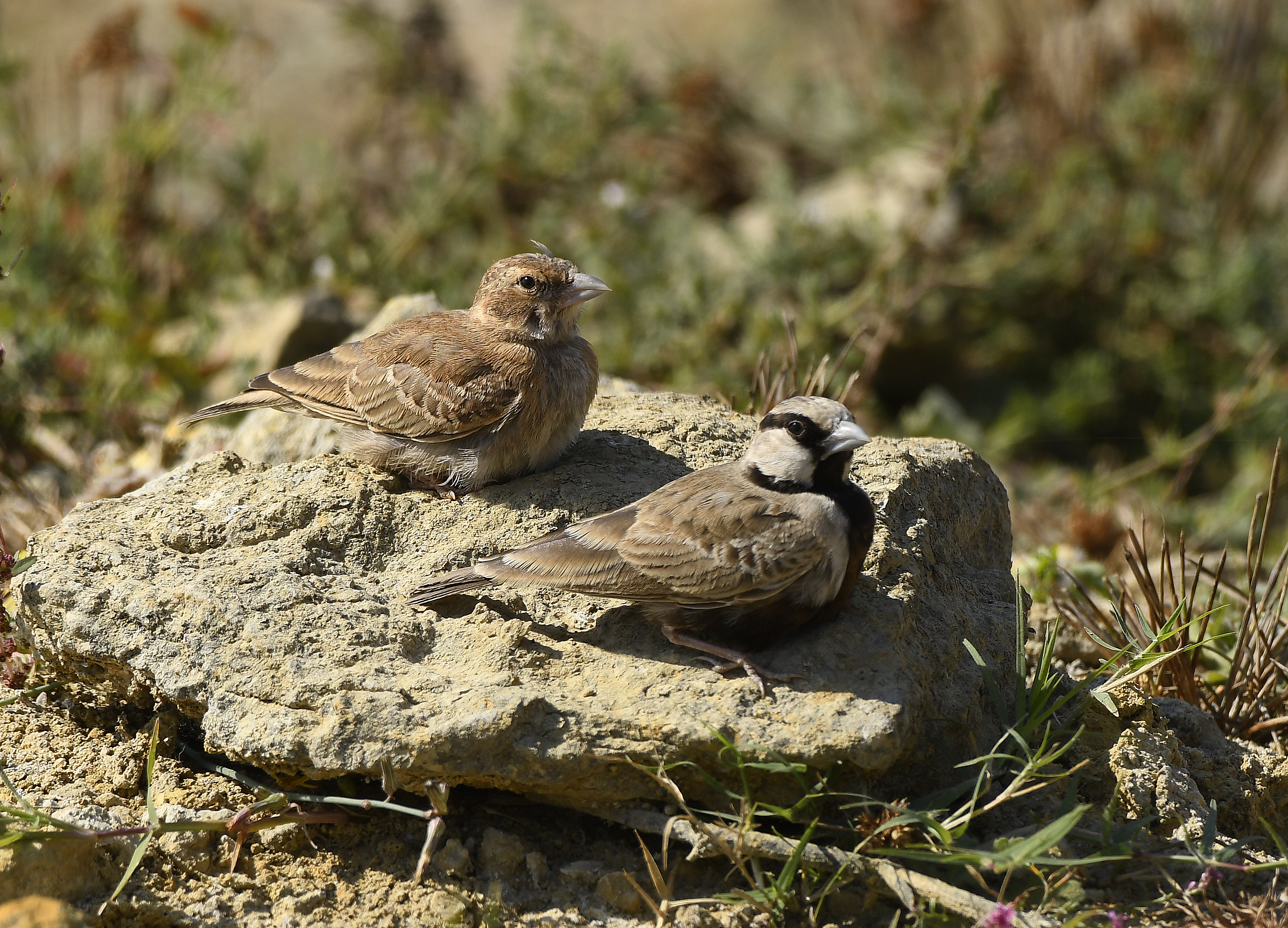
Пара сірих жервінчиків

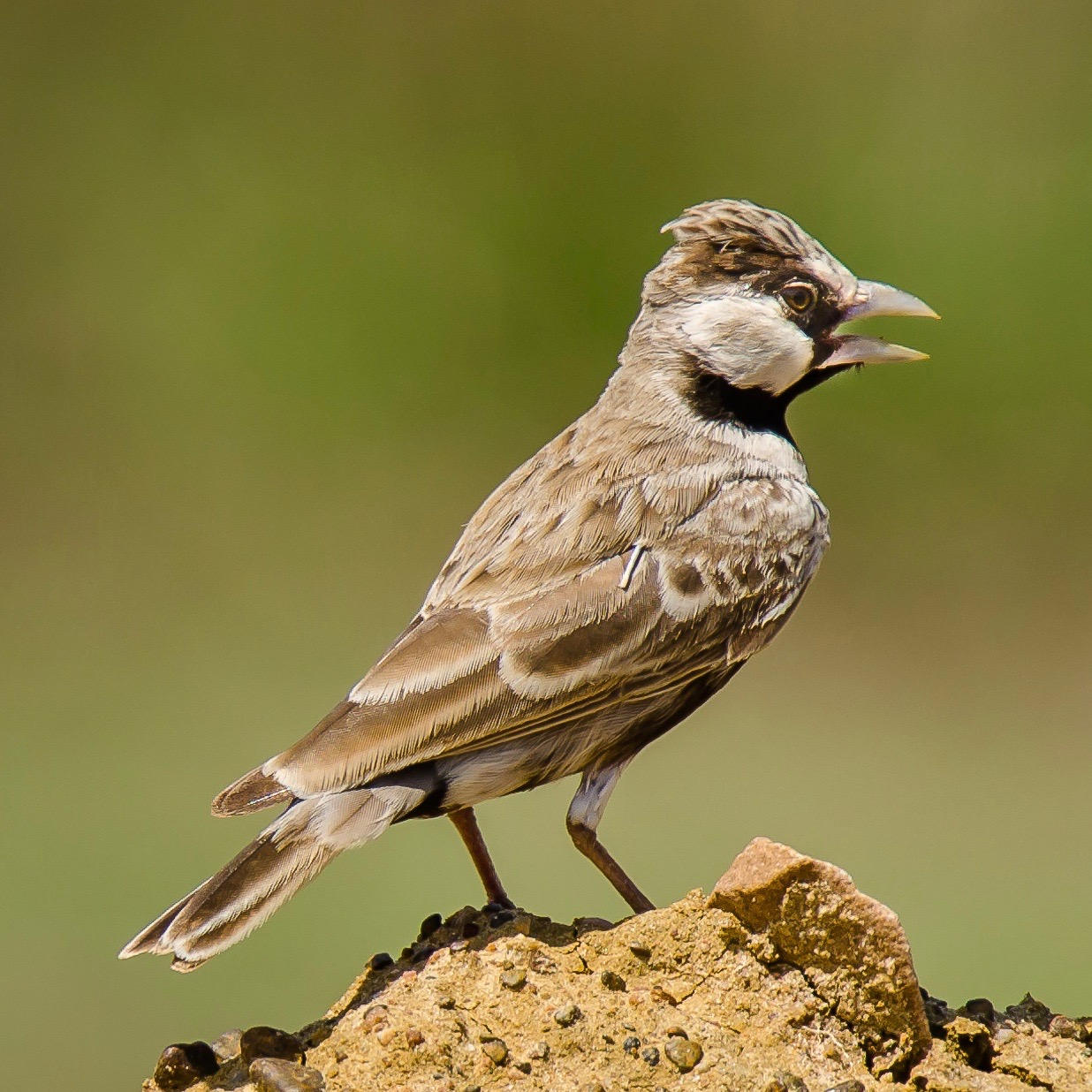
Самець сірого жервінчика

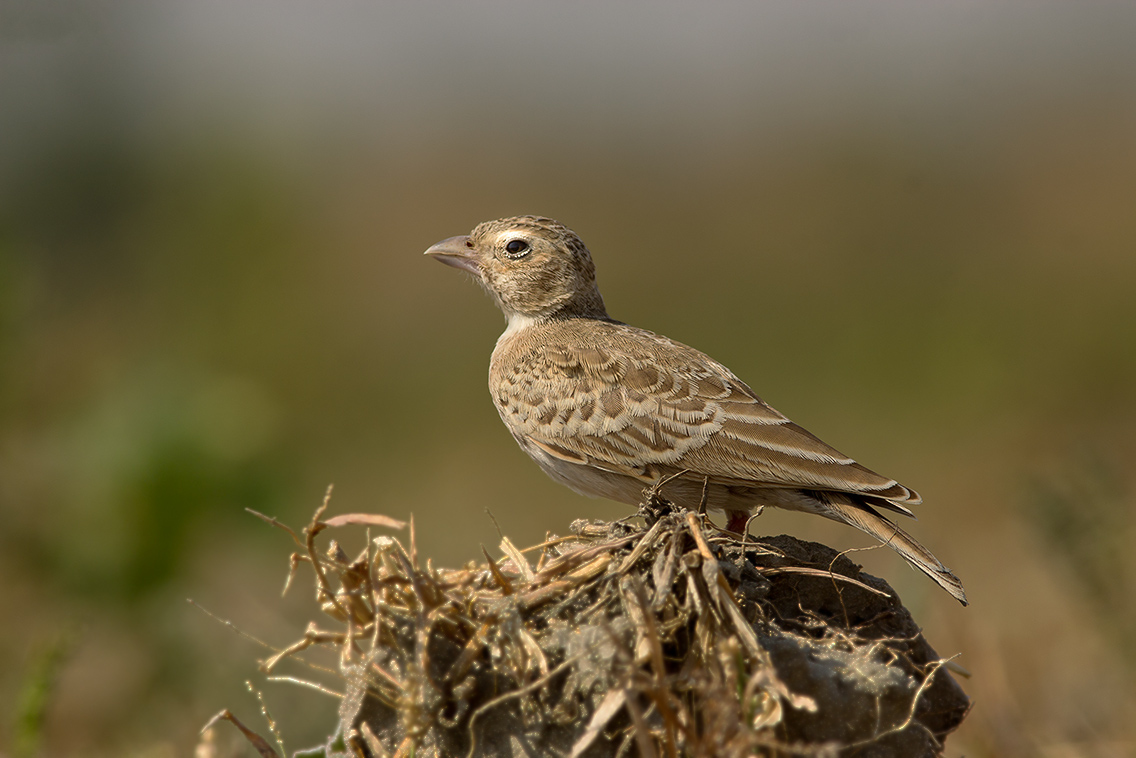
Самиця сірого жервінчика

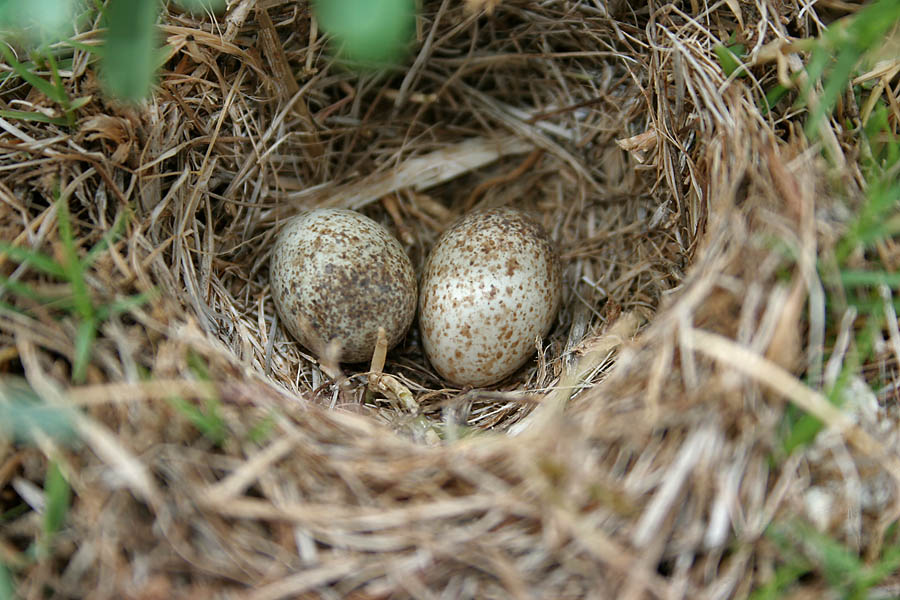
Гніздо сірого жервінчика

Довжина птаха становить 11-12 см, вага 14-16,8 г. Довжина хвоста становить 40-46 мм, довжина дзьоба становить 11-13 мм. Виду притаманний статевий диморфізм. 
У самців і шия переважно світло-попелясто-коричневі, скроні білувато-сірі. Від підборіддя і основи дзьоба через очі до чорної потилиці ідуть широкі чорні смуги. Решта верхньої частини тіла піщана, окрема пера мають дещо світліші краї, верхні покривні пера крил охристі. Нижня частина тіла чорна з буруватим відтінком. Першорядні і другорядні махові пера темно-коричневі з вузькими охристими краями. Стернові пера чорнувато-коричневі, центральна пара стернових пер білуваті або сірувато-коричневі, шості (крайні) стернові пера мають широкі охристі краї. Райдужки карі, дзьоб світло-роговий.
У самць голова піщана, пера на ній мають темні стрижні. Скроні буруваті, навколо очей охристі кільця. Решта верхньої частини тіла має піщане забарвлення. Нижня частина тіла світло-охриста, груди поцятковані темно-коричневими плямами. Крила такі ж, як у самців. Дзьоб світло-роговий, лапи бурувато-тілесного кольору. Забарвлення молодих птахів є подібне до забарвлення самиць, однак пера на верхній частині тіла у них мають світлі рудувато-коричневі краї.

## Поширення і екологія
Сірі жервінчики мешкають в Пакистані (в басейні річки Інд), в Індії і Непалі (на південь від передгір'їв Гімалаїв, на схід до Ассама), в Бангладеш і на острові Шрі-Ланка. Вони живуть на сухих кам'янистих пустищах, порослих чагарниками, на прибережних дюнах, на рисових полях серед стерні і у пересохлих руслах річок, на висоті до 1000 м над рівнем моря. Уникають внутрішніх районів піщаної пустелі Тар, натомість там частіше можна зустріти білолобих жервінчиків. Під час сезону дощів мігрують у більш сухі райони.
Сірі жервінчики зустрічаються парами або невеликими зграйками, взимку формують більші зграї. Живляться насінням і комахами, шукають їжу на землі. Гніздування відбувається нерегулярно, зазвичай перед сезоном дощів, з лютого по вересень на півдні Індії і з травня по липень на Шрі-Ланці. В цей час самці виконують демонстраційні польоти. Гніздо являє собою заглибину в землі, сховану серед трави, встелену травою і шерстю і обкладену з країв камінцями. В кладці 2-3 яйця. Інкубаційний період триває 13-14 днів. Насиджують і доглядають за пташенятами і самиці, і самці. 